# عرقسوس قتادي
عرقسوس قتادي (الاسم العلمي:Glycyrrhiza astragalina) هو نوع من النباتات يتبع جنس العرقسوس من الفصيلة البقولية.